# Poulangy
Poulangy település Franciaországban, Haute-Marne megyében. Lakosainak száma 358 fő (2022. január 1.). Poulangy Biesles, Foulain, Laville-aux-Bois, Louvières, Luzy-sur-Marne, Marnay-sur-Marne, Sarcey és Vesaignes-sur-Marne községekkel határos.

## Népesség
A település népességének változása:
| Lakosok száma | 468  | 427  | 412  | 402  | 401  | 413  | 386  | 367  | 359  | 358  |
|               | 1968 | 1982 | 1990 | 2006 | 2013 | 2015 | 2017 | 2019 | 2020 | 2022 |